# Lac Étienniche
Lac Étienniche är en sjö i Kanada.   Den ligger i regionen Saguenay–Lac-Saint-Jean och provinsen Québec, i den östra delen av landet, 600 km nordost om huvudstaden Ottawa. Lac Étienniche ligger 318 meter över havet. Arean är 5,5 kvadratkilometer. Den sträcker sig 7,6 kilometer i nord-sydlig riktning, och 1,6 kilometer i öst-västlig riktning.
I omgivningarna runt Lac Étienniche växer i huvudsak blandskog. Trakten runt Lac Étienniche är nära nog obefolkad, med mindre än två invånare per kvadratkilometer.